# Marcel Sisniega Campbell
Marcel Sisniega Campbell (Cuernavaca, Morelos, Mèxic, 28 de juliol de 1959 - Veracruz, Mèxic, 19 de gener de 2013) va ser un director de cinema, guionista, periodista, novel·lista i Gran Mestre Internacional d'escacs mexicà.

## Biografia

### Carrera cinematogràfica
Sisniega va néixer a Chicago però es va criar a Cuernavaca prop de Mèxic DF.
En la seva joventut, va cursar la carrera de Realització Fílmica al Centre de Capacitació Cinematogràfica, a Mèxic DF.
En 1996 va debutar en la indústria cinematogràfica amb la realització del curtmetratge La cruda de Cornelio. A les darreries d'aquell any va ser guionista i director el seu primer llargmetratge, Libre de culpas, que va obtenir el premi del Millor Llargmetratge a San Juan Cinemafest, a San Juan de Puerto Rico, el 1997; i l'Ariel a la Millor Fotografia i al Millor Tema Musical el 1998. A més, va participar en un festival a Toronto, Canadà.
El 1987, escriu les novel·les Anda suelto un Befo i Crónica personal de un torneo de ajedrez. A més, la seva novel·la Eliseo Zapata és adaptada al cinema per Martín Salinas en el llargmetratge Un embrujo, dirigit per Carlos Carrera el 1998.
Va tornar al cinema el 2001 amb la pel·lícula Una de dos. Aquesta va rebre el premi La Perla del Pacífic al Festival Internacional de Cinema de Mazatlán com a millor cinta per la crítica especialitzada, que va encapçalar el mestre i crític de cinema Jorge Ayala Blanco.

### Carrera escaquística
Als 16 anys va aconseguir convertir-se en campió nacional d'escacs de Mèxic, una fita que va aconseguir en nou ocasions al llarg de la seva carrera. Va aconseguir el títol de Mestre Internacional el 1977 i va ser el segon mexicà (després de Carlos Torre Repetto) a obtenir el títol de Gran Mestre de la FIDE el 1992.
El setembre de 1978 Sisniega va participar al Campionat del món juvenil a Graz, Àustria, i hi acabà en un magnífic 6è lloc (el campió fou Serguei Dolmatov). El 1986 fou segon a l'Obert de Sitges (el campió fou Manuel Rivas).
Va guanyar tres cops el Torneig d'escacs Memorial Carlos Torre, entre els anys 1989 i 1991. En una carrera escaquística molt respectable va batre entre d'altres Viswanathan Anand, Artur Iussúpov, Miquel Illescas i Jesus Nogueiras. Va deixar de jugar activament a principis dels 1990s.

### Mort
Sisniega va morir el 20 de gener de 2013 a causa d'un accident cerebrovascular als 53 anys, un parell d'hores després d'haver assistit a la clausura del Festival Mundial de Cinema Extrem "Sant Sebastián de Veracruz" on va rebre un reconeixement per la seva intensa tasca en la difusió, formació i desenvolupament del cinema a Veracruz així com el Premi Especial del Jurat per la seva pel·lícula "La Cadenita".